# 尋陽公主 (晉元帝)
尋陽公主（?—?），中国東晋元帝司马睿之女，母亲郑阿春。同母兄弟司马昱、司馬煥。
336年，荀羡十五岁时，被指定迎娶寻阳公主，荀羡不想和皇室结姻亲，出奔远走。终被监察的官员追还，被逼成婚，拜为驸马都尉。

## 传记资料
- 《晉書》后妃传
- 《晋书·荀羡传》